# Trombone Jazz Samba/Bossa Nova
Trombone Jazz Samba/Bossa Nova è un album di Bob Brookmeyer, pubblicato nel 1962 dalla Verve Records.

## Tracce
Lato A
1. Samba de Orfeu – 4:05 (Luiz Bonfá)
2. Manha de Carnival – 4:35 (Luiz Bonfá)
3. Blues Bossa Nova – 4:09 (Bob Brookmeyer)
4. Qual e o po – 3:30 (Gerson Gonçalves, João Roberto Kelly)

Lato B
1. A felicidade – 3:12 (Antônio Carlos Jobim)
2. Theme from "Mutiny on the Bounty" – 2:02 (Bronislaw Kaper)
3. Chara tua tristeza – 4:11 (Luvercy Fiorini, Oscar Castro-Neves)
4. Colonel Bogey Bossa Nova – 2:15 (Kenneth J. Alford)

## Musicisti
- Bob Brookmeyer - trombone a pistoni, pianoforte
- Gary McFarland - vibrafono
- Jim Hall - chitarra
- Jimmy Raney - chitarra
- Willie Bobo - percussioni
- Carmen Costa - percussioni
- José Paulo - percussioni